# Bugatti Type 20
Der Bugatti Type 20 ist ein Pkw-Modell. Hersteller war Bugatti aus dem Elsass, das damals zum Deutschen Reich gehörte.

## Beschreibung
Ettore Bugatti und Peugeot hatten am 18. November 1911 eine Vereinbarung abgeschlossen, wonach Peugeot den Prototyp Bugatti Type 19 übernehmen und als Peugeot Type BP in die Serienproduktion bringen würde. Außerdem erhielt Ettore den Auftrag, ein größeres Fahrzeug für Peugeot zu entwickeln. Als Jahre werden 1912 bis 1913 genannt.
Das Fahrzeug hatte einen Vierzylindermotor und etwa 1,5 Liter Hubraum.
Eine andere Quelle bestätigt den 1,5-Liter-Motor und nennt zusätzlich SV-Ventilsteuerung, einen für Peugeot typischen Kühlergrill und Viertelelliptikfedern an der Hinterachse.
Möglicherweise basiert der 1919 erschienene Peugeot Typ 159 auf den Bugatti Type 20.
Soweit bekannt, entstanden sechs Prototypen. Mindestens ein Fahrzeug existiert noch.